# 피아노 소나타 8번 (프로코피예프)
세르게이 프로코피예프의 피아노 소나타 8번 B ♭ 장조 Op. 84(1944)는 피아노 소나타로, 소나타는 1944년 12월 30일 모스크바에서 에밀 길렐스에 의해 초연되었다.

## 구성
1. Andante dolce (in B♭ major)
2. Andante sognando (in D♭ major)
3. Vivace (in B♭ major)